# Міжнародна федерація з інформації та документації
Міжнародна федерація інформації та документації (МФІД) (англ. International Federation for Information and Documentation) — міжнародна організація, створена для сприяння загальному доступу до всіх записаних знань шляхом створення міжнародної системи класифікації. МФІД походить з фр. Fédération internationale de documentation.

## Історична довідка МФІД
МФІД був заснований 12 вересня 1895 року у місті Брюссель як «Міжнародний інститут бібліографії» двома бельгійськими адвокатами Полем Отле (1868—1944) та Анрі Лафонтеном (1854—1943). У народі його називали Брюссельським інститутом. МФІД мав статус консультанта багатьох міжнародних організацій. Наприкінці 20-го століття в ньому були національні члени в більш ніж 65 країнах і більше 300 афілійованих організацій та приватних осіб. Його штаб-квартира була змінена на Гаага після 1934 р. Вона зазнала ряд змін у назві, що відображають зміни в концептуалізації галузі, в якій вона працює.
Зміни в назвах та роках:
- 1931 — Міжнародний інститут документації (Міжнародний інститут документації, МІД)
- 1937 — Міжнародна федерація документації (Fédération Internationale de Documentation, МФД)
- 1988 — Міжнародна федерація інформації та документації (Fédération Internationale d'Information et de Documentation, МФІД)

Інститут був одним із спонсорів першого Всесвітнього конгресу універсальної документації, що відбувся в місті Париж в 1937 році. МФІД було розпущено в 2002 році.
У 1991 році з ініціативи МФІД був заснований Міжнародний консорціум УДК.

## Основні завдання МФІД
Поточні цілі МФІД полягають у сприянні дослідженням та розвитку інформаційних наук, а також управлінню документацією в галузях фізичних, соціальних і гуманітарних наук. Організація займається вирішенням питань, пов'язаних із систематизацією, зберіганням, пошуком, розповсюдженням та оцінкою інформації, використовуючи як механічні, так і електронні засоби.

## Публікації
Однією з публікацій FID була  FID Communications .